# Donja Vlahinička
Donja Vlahinička falu Horvátországban, Sziszek-Monoszló megyében. Közigazgatásilag Popovača községhez tartozik.

## Fekvése
Sziszek városától légvonalban 21, közúton 29 km-re északkeletre, községközpontjától 3 km-re északnyugatra, a Vlahinička-patak partján fekszik.

## Története
A település nevét arról a vlach népességről kapta, mely a 16. században a török hódítás idején a megszállókkal együtt telepedett meg a vidéken. Lakosságának első összeírása 1750-ben történt. A falu 1773-ban az első katonai felmérés térképén „Dorf Donja Vlahinichka” néven szerepel. A 19. század elején rövid ideig francia uralom alá került, majd ismét a Habsburg Birodalom része lett. Fejlődésén nagyot lendített a vasútvonal megépítése, melyet 1897-ben adtak át a forgalomnak. A településnek 1857-ben 197, 1910-ben 594 lakosa volt. Belovár-Kőrös vármegye Krizsi, majd Kutenyai járásához tartozott. 1918-ban az új szerb-horvát-szlovén állam, majd később Jugoszlávia része lett. A II. világháború idején a Független Horvát Állam része volt. A háború után a béke időszaka köszöntött a településre, enyhült a szegénység és sok ember talált munkát a közeli városokban. 1991. június 25-én a független Horvátország része lett. Önkéntes tűzoltóegyletét 1997-ben alapították. A településnek 2011-ben 551 lakosa volt.

## Népesség
| Lakosság változása | Lakosság változása | Lakosság változása | Lakosság változása | Lakosság változása | Lakosság változása | Lakosság változása | Lakosság változása | Lakosság változása | Lakosság változása | Lakosság változása | Lakosság változása | Lakosság változása | Lakosság változása | Lakosság változása | Lakosság változása |
| ------------------ | ------------------ | ------------------ | ------------------ | ------------------ | ------------------ | ------------------ | ------------------ | ------------------ | ------------------ | ------------------ | ------------------ | ------------------ | ------------------ | ------------------ | ------------------ |
| 1857               | 1869               | 1880               | 1890               | 1900               | 1910               | 1921               | 1931               | 1948               | 1953               | 1961               | 1971               | 1981               | 1991               | 2001               | 2011               |
| 197                | 219                | 266                | 325                | 455                | 594                | 612                | 618                | 560                | 615                | 619                | 534                | 500                | 469                | 569                | 551                |

## Gazdaság
A településen radiátorgyár és börtön működik.